# 阿德爾菲劇院
阿德爾菲劇院（Adelphi Theatre）是倫敦西區劇院的其中一座劇院，位於倫敦市中心的西敏市河岸街。目前的建築物是該處的第四代建築。阿德爾菲劇院曾專門演出戲劇和音樂劇而著稱，今時今日它是各類型作品的接收場所，包括了許多音樂劇。該劇院於1987年12月被列入英國二級文物保護單位。

## 歷史

### 19世紀
這個劇院由英國劇院經理、表演者和劇作家珍·史葛（1770-1839）與其作為商人的父親約翰·史葛（John Scott）於1806年以無與倫比劇院（Sans Pareil）的名稱創立。他們共同組建了一家戲劇公司，該劇院於1809年獲得了音樂劇娛樂、啞劇和喜歌劇表演的許可。她創作了多於50部不同體裁的舞台劇，包括：通俗劇、啞劇、鬧劇、喜歌劇、歷史劇和改編劇，還有翻譯劇本。珍·史葛於1819年到薩里郡退休，並嫁給了約翰·戴維斯·米德爾頓（John Davies Middleton, 1790–1867）。

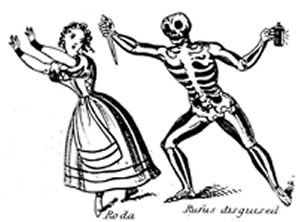
珍·史葛於1816年戲劇《老橡樹箱子（The Old Oak Chest）》中的場景素描。

1819年10月18日，該劇院以現時的名稱重新開放，該名稱取自劇院對面的阿德爾菲大廈。
早年，該劇院以通俗劇聞名，被稱為「阿德爾菲尖叫者（Adelphi Screamers）」。查理斯·狄更斯的許多故事也被改編成這裡的舞台劇，包括喜歌劇約翰·鮑德溫·巴克斯通的「洗禮儀式」，該劇於1834年10月13日在那裡首演。值得注意的是，它被認為是狄更斯的第一部改編作品。這也是狄更斯的許多早期作品中為了阿德爾菲劇院的舞台而改編的一部，其他的還包括作為威廉·萊曼·雷德的《匹克威克遊記》之匹克威克外傳；或是弗雷德里克·亨利·葉斯的作品尼古拉斯·尼克爾比，在1837年4月3日首演的三幕式喜歌劇《Boz-i-a-na》；或是1838年11月和12月演出的《Doings at Do-The-Boys Hall》，以及愛德華·斯特林（Edward Stirling）的兩幕喜歌劇《老古玩店》；又或是1840年11月和12月至1841年1月的《從漢弗萊的時鐘的一小時》。該劇院本身在《匹克威克外傳》中作客串演出。
1844年，阿德爾菲劇院由塞萊斯特夫人（Madame Celeste）及喜劇演員班傑明·韋伯斯特管理，而巴克斯通被任命為常駐劇作家。狄更斯的戲劇作品繼續上演，包括在2月5日上演的《聖誕節頌歌／過去、現在和未來》和貝克特的《風鈴：一個敲響舊年和新年鐘聲的妖精故事》。1848年，那裡上演了戲劇《鬧鬼的人與鬼魂的交易》。

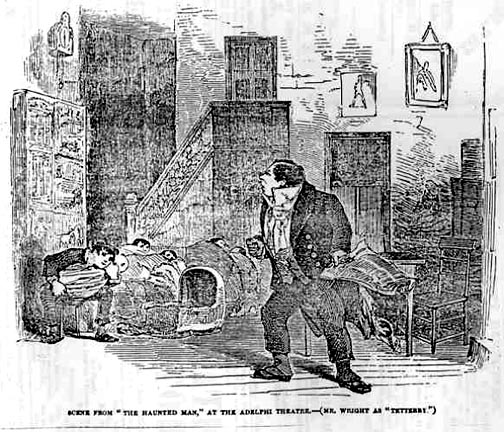
1848年12月30日，《倫敦新聞畫報》報導查理斯·狄更斯於阿德爾菲劇院上演的《鬧鬼的人與鬼魂的交易》。

舊的劇場被拆掉了，該劇院以「新阿德爾菲劇院」之名於1858年12月26日開幕，並被認為是對原始狹窄環境的改進，這被描述為「從酒館大廳倉促轉變，永久保持其臨時狀態」。新劇院可容納1,500人，另外還有500人的站立空間。劇院內部由斯特勞德（Stroud）的專利太陽燈照亮，那是一排明亮的氣體罩穿過一盞雕花玻璃吊燈。
到了19世紀中葉，約翰·羅倫斯·圖爾於阿德爾菲劇院建立了其喜劇聲譽。同樣在19世紀中期，阿德爾菲劇院主持了一些法國輕歌劇，包括《漂亮的海倫娜》。然而在1867年，阿德爾菲劇院透過舉辦亞瑟·蘇利文的首齣歌劇《失散多年的兄弟（考克斯與伯克斯）》，推動了英國喜歌劇的發展。該建築於1879年及1887年再次翻新，當時隔壁的房子連同河岸街的富勒漢普郡酒店與公牛苑酒店（Bull Inn Court）的尼爾格溫酒館獲加蒂斯（Gattis）收購以擴建劇院。他們還建造了一個新的擴大門面，今天仍然可以於現在的阿德爾菲劇院隔壁的水晶廳（Crystal Rooms）上方看到當中的一部分。
在19世紀下半葉，定期在阿德爾菲劇院演出的演員威廉·特里斯，他於1897年12月16日演出《特勤局》期間，他從少女巷（Maiden Lane）的皇家入口用作其私人入口進入劇院期間被刺死。現在時這被記錄於舞台門旁牆上的一塊牌匾上。在附近的一家酒吧外，有一個標誌指出兇手是劇院的一名舞台工作人員，然而李察·阿徹·普林斯被控犯下了謀殺罪。自此，據說特里斯的鬼魂在劇院裡出沒。特里斯的女兒—著名的女演員艾拉琳·特里斯與她的丈夫—演員兼經紀人西摩·希克斯於19世紀末的時候管理著阿德爾菲劇院。現時阿德爾菲劇院的舞台大門位於少女巷，然而當時是在公牛苑酒店那邊。後來有一個劇場以威廉·特里斯的名字來命名，那是位於羅瑟希德的特里斯劇院（Terriss Theatre），後來被稱為羅瑟希德競技場（Rotherhithe Hippodrome）。
毗鄰的河岸街409號和410號，由加蒂兄弟於1886–87年作為阿德爾菲餐廳來建造。建築的正面基本保持不變，但有平板玻璃窗，並且跟劇院同樣是一座二級保護建築。

### 20世紀

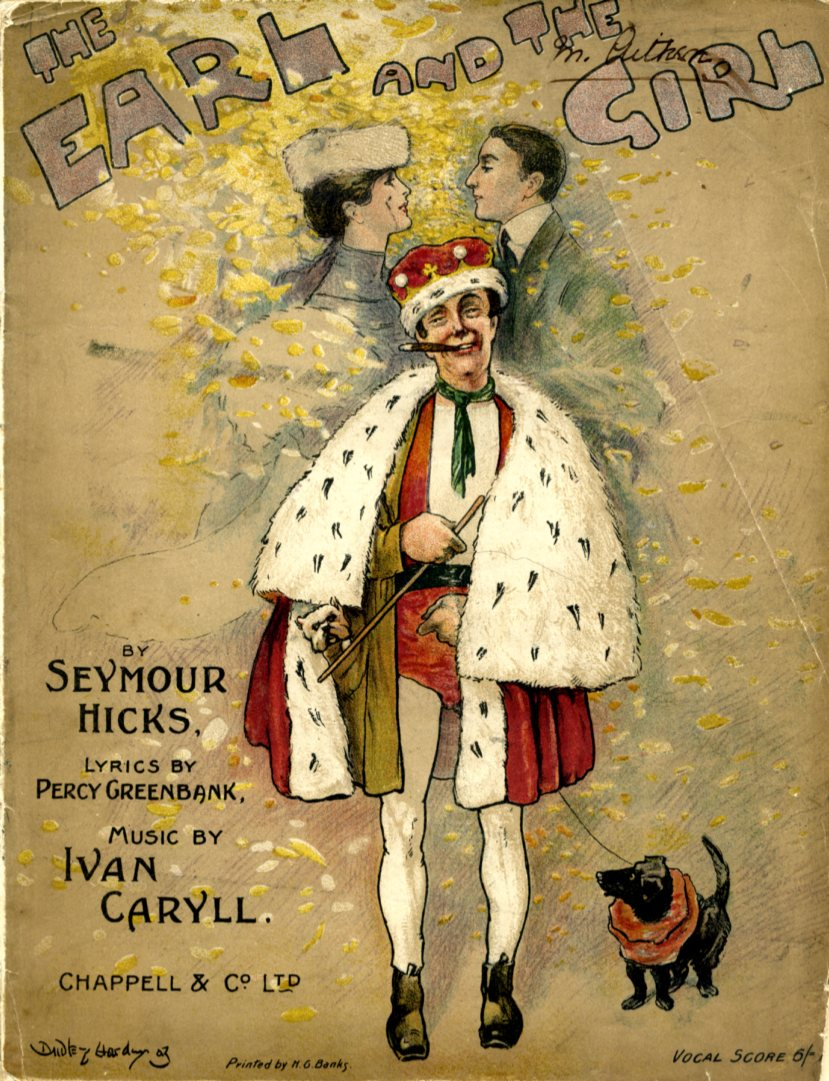
西摩·希克斯的《伯爵與少女》聲樂譜封面。

1901年9月11日，儘管該劇院在1904年於奧托·斯圖爾特的管理下恢復了名稱，然而其第三個劇院以世紀劇院（Century Theatre）開放。這座劇院由歐內斯特·倫兹（Ernest Runtz）設計，並由法蘭克·柯克（Frank Kirk）建造。1908年，倫敦音樂劇院院長喬治·愛德華茲從斯圖爾特手中接過劇院的管理權。在20世紀初，阿德爾菲劇院是許多音樂喜劇的發源地，其中最成功的包括：1904年的《伯爵與少女》、1907年的《奶牛場女僕》、1910年的《貴格會女孩》、1917年的《那男孩》、1927年的《三葉草裡的小丑》和1929年的《煤渣先生》。
現代的阿德爾菲劇院於1930年12月3日開幕，由歐內斯特·紹費爾伯格以裝飾藝術風格重新設計。它被命名為皇家阿德爾菲劇院（Royal Adelphi Theatre），並以根據本·W·利維（Benn W. Levy）的作品改編的熱門音樂劇《長青（Ever Green）》來重新開幕，該戲劇由勞倫茲·哈特與理察·羅傑斯編寫創作。
1932年，諾爾·克華德的《文字與音樂》在該劇院裡首演。輕歌劇《巴拉萊卡》（同性戀輕騎兵的修訂版）於1936年在劇院演出，該劇院的名稱於1940年再次恢復為阿德爾菲劇院（The Adelphi）。該劇院繼續上演喜劇和音樂劇，包括1947年的《祝福新娘》、1964年的《瑪姬·梅》、1975年的《小夜曲》，還有一些戲劇。
1968年，大倫敦委員會提出重建高雲花園的計劃，使阿德爾菲劇院連同附近的雜耍劇院、加里克劇院、蘭心劇院及公爵夫人劇院的存在也受到威脅。在英國工會、英國音樂家聯盟和和劇院擁有人發起「拯救倫敦劇院運動」的一場積極活動下，導致該計劃被放棄。
1982年2月27日，阿德爾菲劇院舉辦了多伊利卡特歌劇團的最後一夜，以薩伏依歌劇所有的13首歌曲，以及考克斯與伯克斯和泰斯庇斯的歌曲的音樂會演出。
1993年，安德魯·萊特·韋伯的真正有用團購下了劇院，並在他改編的《日落大道音樂劇》開幕之前對其進行了全面的翻新。1998年，勞埃德·韋伯（Lloyd Webber）的著名音樂劇《貓》也是在該劇院拍攝。

### 21世紀

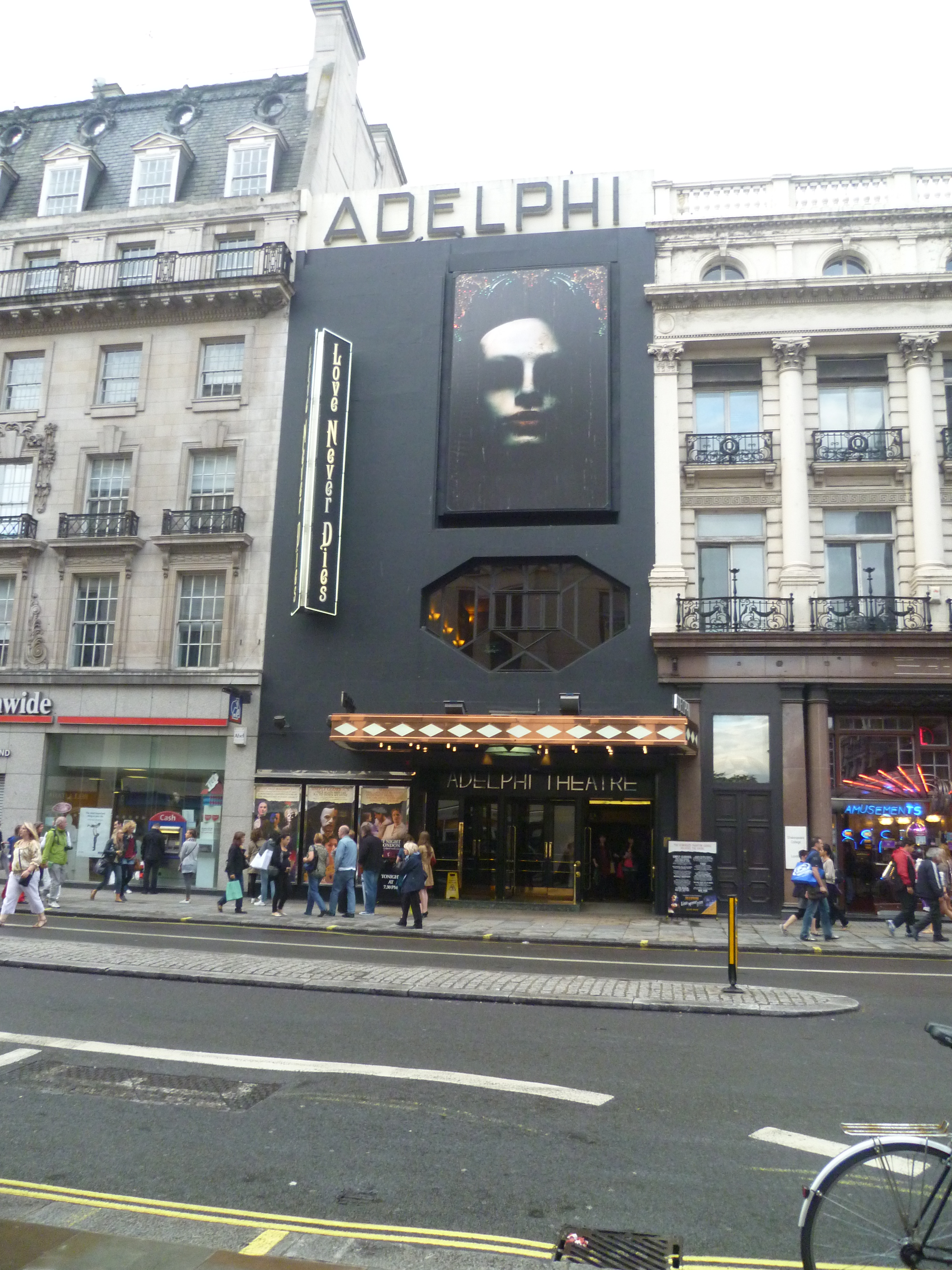
2011年8月27日，阿德爾菲劇院。

1997年11月，在倫敦製作的流行的美國音樂劇《芝加哥》在阿德爾菲劇院進行首演，在其上演的八年半以來成為該場地有史以來最長的製作（這也使它成為西區劇院史上上演時間最長的美國音樂劇）。
2006年4月，《芝加哥》轉到劍橋劇院上演（後來再到於2012年關閉的加里克劇院）。米高·格蘭奇對安德魯·萊特·韋伯的《艾薇塔》的複興取代了《芝加哥》的演出，該音樂劇於2006年6月2日開始預演，後來於2007年5月26日完成為期12個月的演出。同年11月，布萊恩·威爾森最後一次在英國的阿德爾菲劇院演奏其專輯《寵物之聲》。
從2007年7月6日起，阿德爾菲劇院成為了勞埃德·韋伯（Lloyd Webber）的另一部復興作品《約瑟的神奇彩衣》的故鄉。飾演約瑟夫一角的演員李·米德因贏得BBC的電視節目《美夢成真》而獲選，並跟普雷亞·卡利達斯（Preeya Kalidas）和迪恩·科林森（Dean Collinson）一起演出。
2010年3月9日，安德魯·萊特·韋伯的音樂劇《愛無止盡》進行首映，該音樂劇於2011年8月27日（星期六）閉幕。
國家大劇院從2011年11月8日起把他們的節目《一個人，兩個老爸》轉移到該劇院演出。這部作品於2012年2月25日搬離劇院，並轉移到倫敦皇家乾草市場劇院。
2012年3月10日至9月22日，《魔街理髮師》從奇切斯特節日劇院轉到阿德爾菲劇院並開始一個有限的演出，該舞台劇由米高·波爾和伊美黛·史道頓主演。
2019年3月，音樂劇《女侍應》於阿德爾菲劇院開幕，它原定於2020年7月4日閉幕，然而由於當時西區劇院因COVID-19大流行疫情而關閉，使該劇於同年3月16日閉幕；製片人後來宣布該音樂劇將不會重新開放。
阿德爾菲劇院目前由阿德菲劇院有限公司（Adelphi Theatre Company Limited）擁有和管理，該公司是由安德魯·萊特·韋伯的LW劇院與倪德倫公司之間的合夥企業組成。

### 引用
1. ↑  Adelphi Theatre – English Heritage Listing （页面存档备份，存于）. Retrieved 3 Apr 2007
2. ↑  Bratton, Jacky: "Scott , Jane Margaret (bap. 1779, d. 1839)" (Oxford Dictionary of National Biography) Ed. H. C. G. Matthew and Brian Harrison. Oxford: OUP, (2004) （页面存档备份，存于）. Retrieved 24 May 2007
3. 1 2 3 4  Victorian Web – Victorian Theatres （页面存档备份，存于）. Retrieved 5 March 2007
4. ↑  Editorial Note （页面存档备份，存于） by Michael Eberle-Sinatra. British Women Playwrights around 1800 (15 October 1998)
5. ↑  匹克威克遊記的原稱為：The Peregrinations of Pickwick.
6. ↑  英文的原稱為：One Hour from Humphrey's Clock.
7. ↑  查理斯·狄更斯的《匹克威克外傳》（1836年）第31章。
8. ↑  該戲劇原稱為：The Chimes: A Goblin Story of Some Bells that rang an Old Year out and a New One In.
9. ↑  英文的原稱為：Secret Service.
10. ↑  Adelphi Theatre Restaurant – English Heritage Listing （页面存档备份，存于） . Retrieved 3 April 2007
11. ↑  .   [2023-05-24]. （原始内容存档于2023-05-27）.
12. ↑  英文的原稱為：The Dairymaids.
13. ↑  英文的原稱為：Clowns in Clover.
14. ↑  英文的原稱為：Balalaika.
15. ↑  Vaudeville Theatre （页面存档备份，存于）. Retrieved 28 March 2007
16. ↑  該節目原稱為：One Man, Two Guvnors.
17. ↑  該節目原稱為：Sweeney Todd, the Demon Barber of Fleet Street.
18. ↑  Snow, Georgia. . The Stage. 27 March 2020  [8 April 2020]. （原始内容存档于2020-05-15）.
19. ↑  Dennys, Harriet. "Lord Lloyd-Webber splits theatre group to expand on a global stage" （页面存档备份，存于）, The Telegraph, 24 March 2014, accessed 3 October 2014

### 出处
- Nelson, Alfred and Cross, Gilbert. The Adelphi Theatre 1806–1900: A Calendar of Performances
- Guide to British Theatres 1750–1950, John Earl and Michael Sell pp. 96–7 (Theatres Trust,  2000) ISBN 0-7136-5688-3

## 外部連結
- Official website at Really Useful Theatres Group （页面存档备份，存于）
- The Adelphi Theatre 1806–1900: A Calendar of Performances, from an Eastern Michigan University website
- Adelphi Theatre History （页面存档备份，存于）
- Information about Ever Green and the 1930 re-opening of the theatre
- Guide to Adelphi Theatre Records （页面存档备份，存于） at Houghton Library, Harvard University